# 大渓区

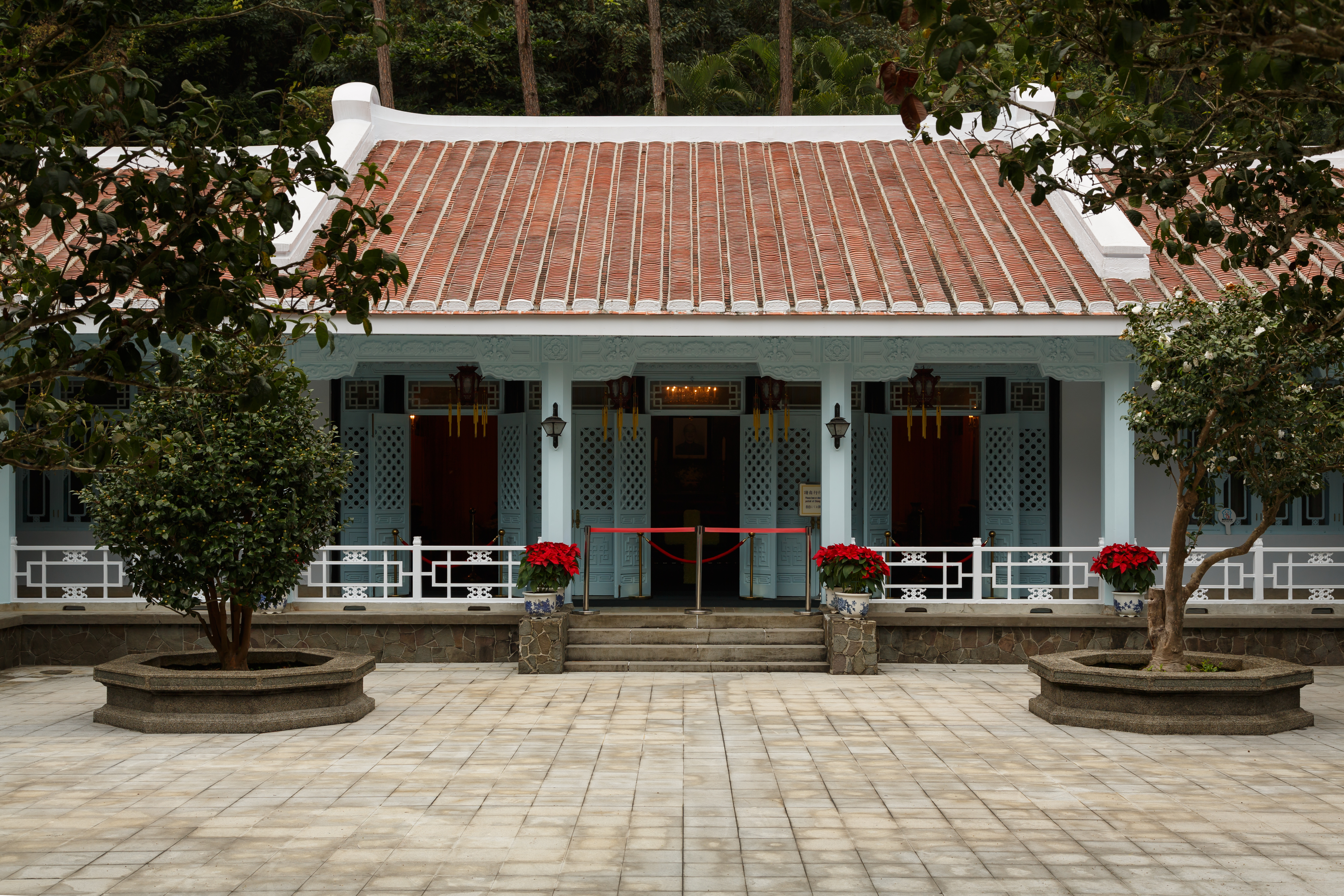
先総統蔣公陵寝（慈湖陵寝）

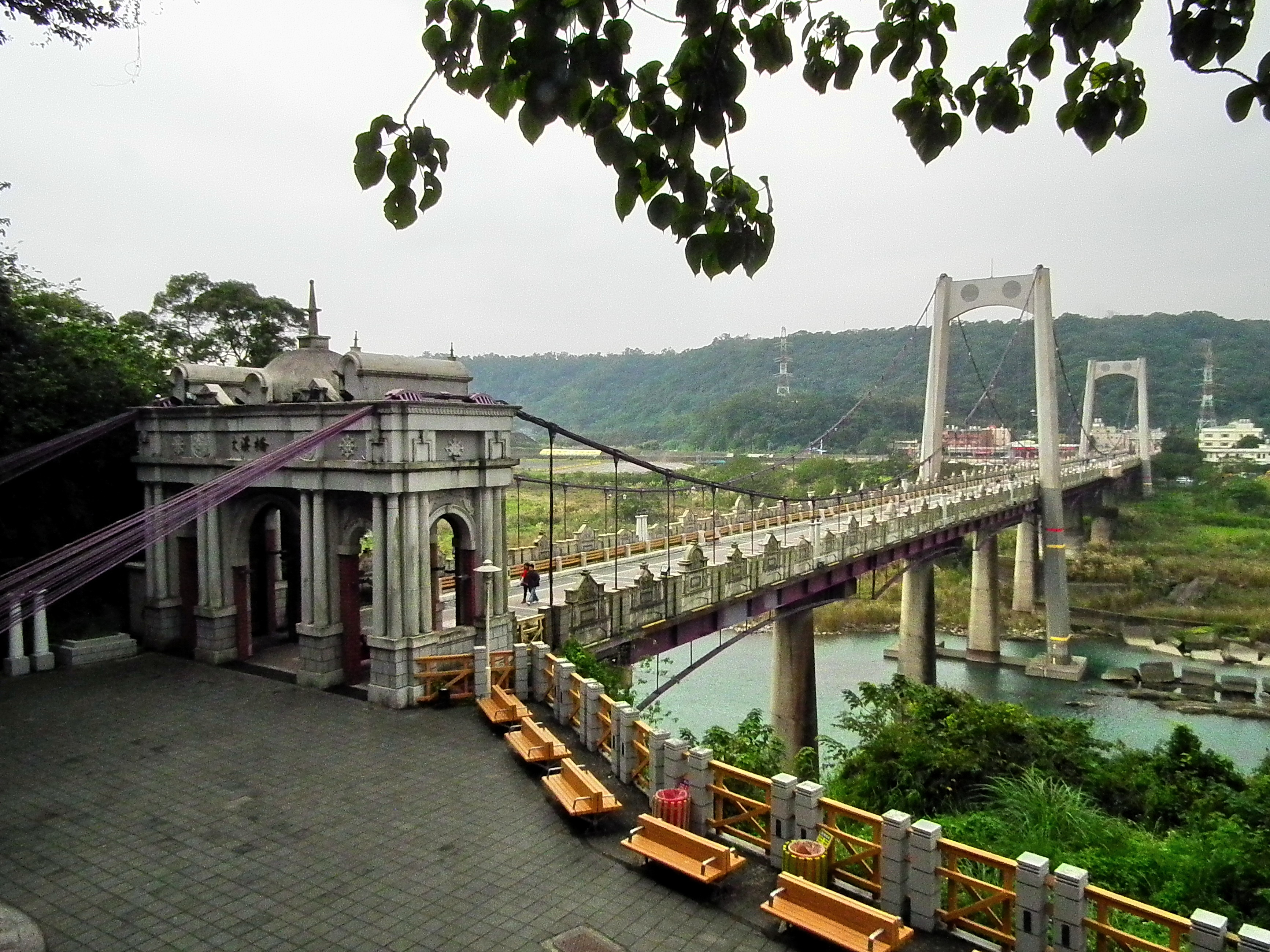
大漢渓に架かる大渓橋

大渓区（ダーシー/たいけい-く）は、台湾桃園市の市轄区。行政区域内に大漢渓があることからこの名称が付けられた。大渓区は元来は隣接する復興区で産出される木材の輸送拠点となっており、大漢渓では水運が栄えていた。既に水運は姿を消したが、水運時代の遺構が数多く保存されている。蔣介石が本拠地とした場所としても有名。日本統治時代に整備されたバロック建築の街並みも人気。

## 歴史
大渓区は古くは「大姑陥」と称されていた。これはタイヤル族の言語で「大水」を表す言葉である。乾隆年間、漳州からの入植者が大漢渓を遡りこの地にいたり開墾を開始した。漢人にとり「陥」という字が不吉であり、また地形が窪地になっていることから「崁」の文字を使用するようになり「大姑崁」と称されるようになった。同治初年この地方出身の李金興、李騰芳、為彰顕などが科挙で優秀な成績を修めたことから「大科崁」と改称された。光緒年間には巡撫劉銘伝はこの地に撫墾総局を設置し、「大科崁」を「大嵙崁」と改めた。その後日本統治時代の1920年、地勢に因み「大渓」と改称され現在に至っている。

## 行政区
| 地区 | 里 |
| ---- | --- |
| 河東 | 一心里、月眉里、永福里、康安里、福仁里、義和里、興和里、一徳里、田心里、美華里、復興里、福安里、新峰里                 |
| 河西 | 三元里、仁文里、仁武里、仁愛里、光明里、員林里、瑞興里、中新里、仁和里、仁善里、仁美里、仁義里、南興里、瑞源里、僑愛里 |

## 教育

### 大学
- 国防大学 中正理工学院

### 技術学院
- 長庚技術学院
- 南亜技術学院

### 高級中学
- 私立至善高級中学
- 市立大渓高級中学(旧称、大漢国民中学)

### 国民中学
- 桃園市立大渓国民中学
- 桃園市立仁和国民中学

### 国民小学
| - 桃園市立大渓国民小学 - 桃園市立美華国民小学 - 桃園市立内柵国民小学 - 桃園市立福安国民小学 - 桃園市立百吉国民小学 | - 桃園市立中興国民小学 - 桃園市立員樹林国民小学 - 桃園市立瑞祥国民小学 - 桃園市立仁善国民小学 - 桃園市立橋愛国民小学 | - 桃園市立南興国民小学 - 桃園市立永福国民小学 - 桃園市立田心国民小学 |

## 交通

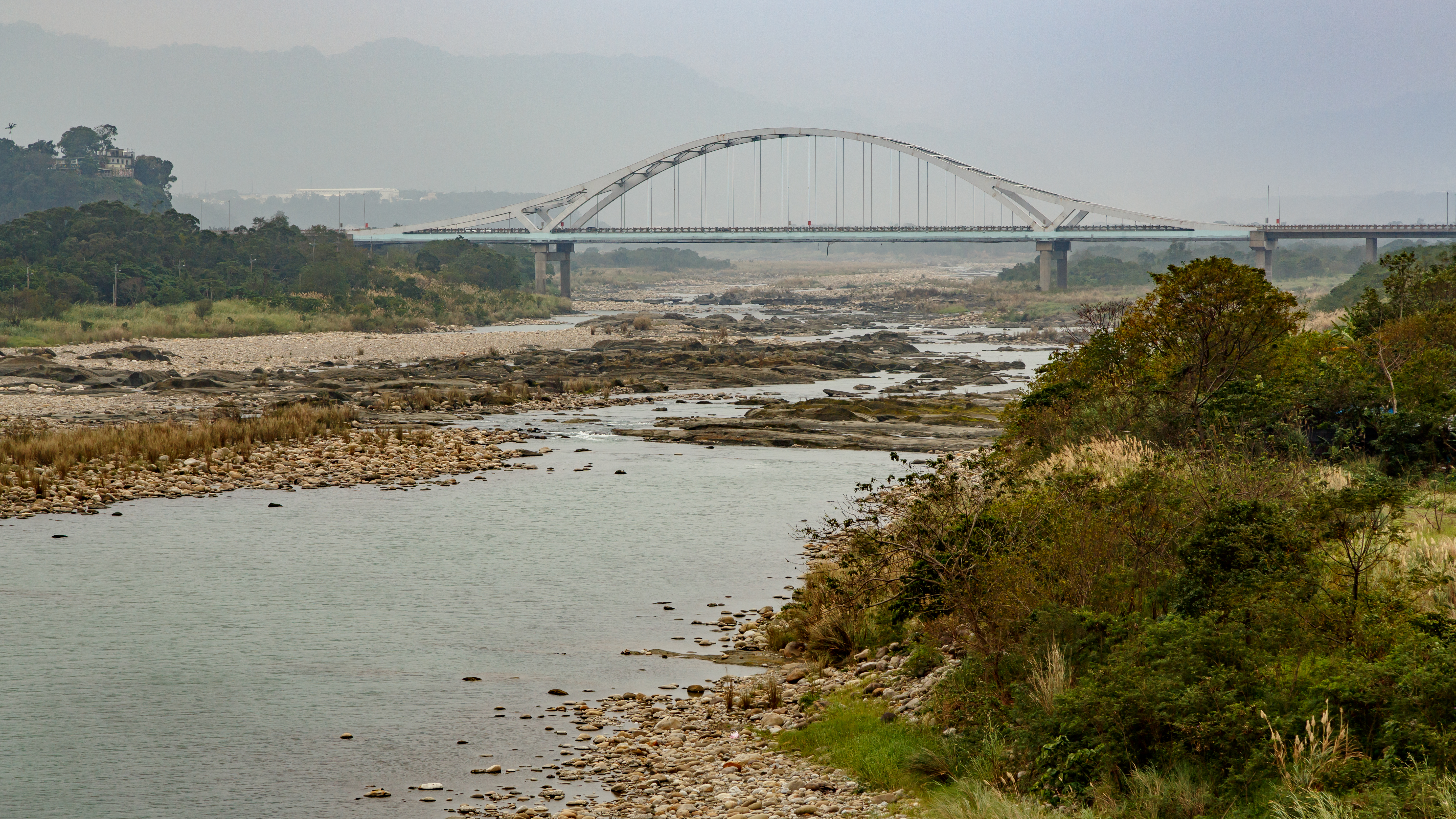
大渓橋から望む大漢渓と崁津大橋

| 種別     | 路線名称           | その他                      |
| -------- | ------------------ | --------------------------- |
| 高速道路 | フォルモサ高速道路 | 大渓IC                      |
| 省道     | 台3線              | 三峡区～大渓区 ～龍潭区     |
| 省道     | 台4線              | 八徳区～大渓区              |
| 省道     | 台7線              | 大渓区～復興区              |
| 省道     | 台66線             | 東西向快速公路 観音大渓谷線 |

## 観光

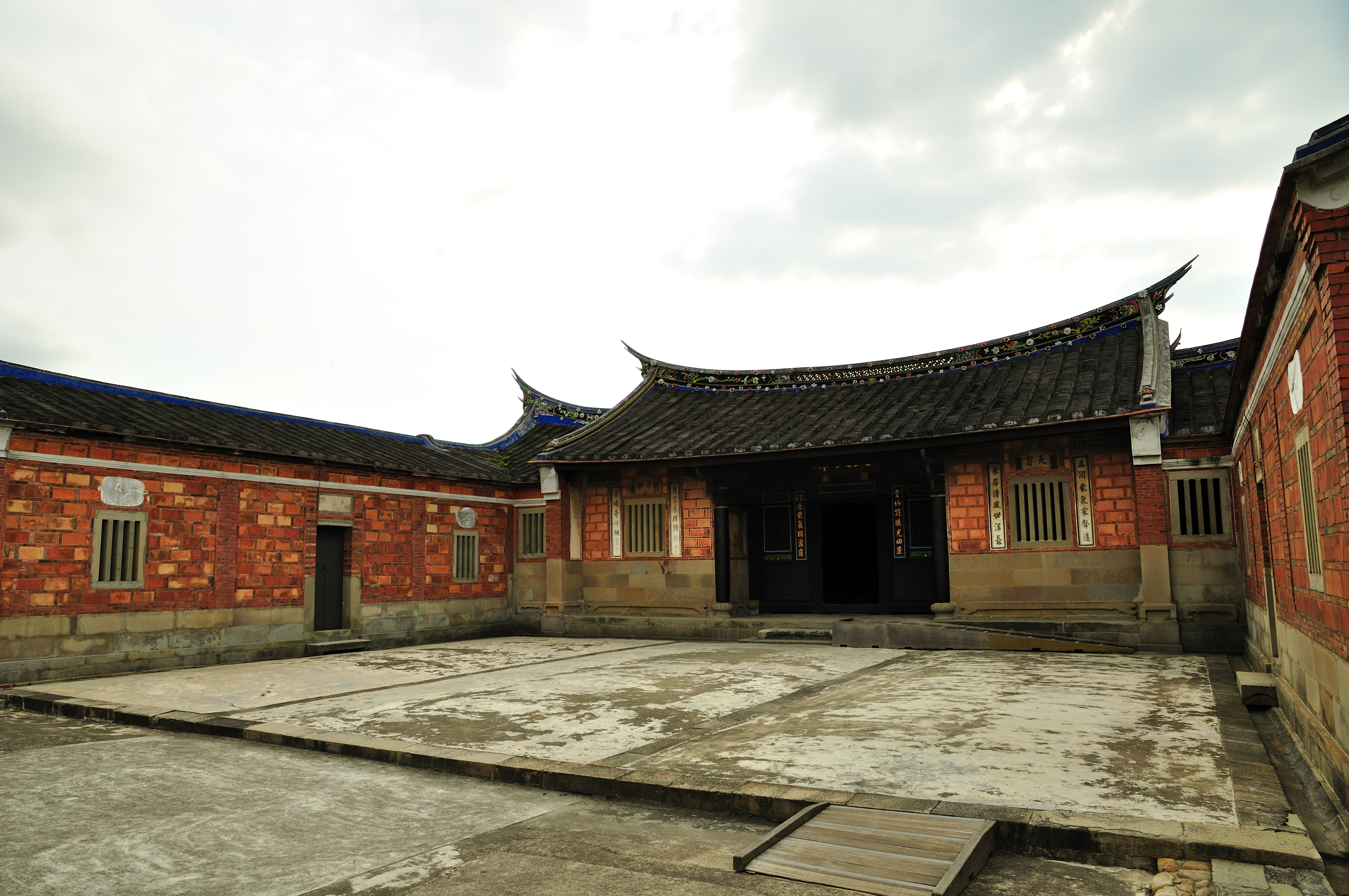
李騰芳古宅

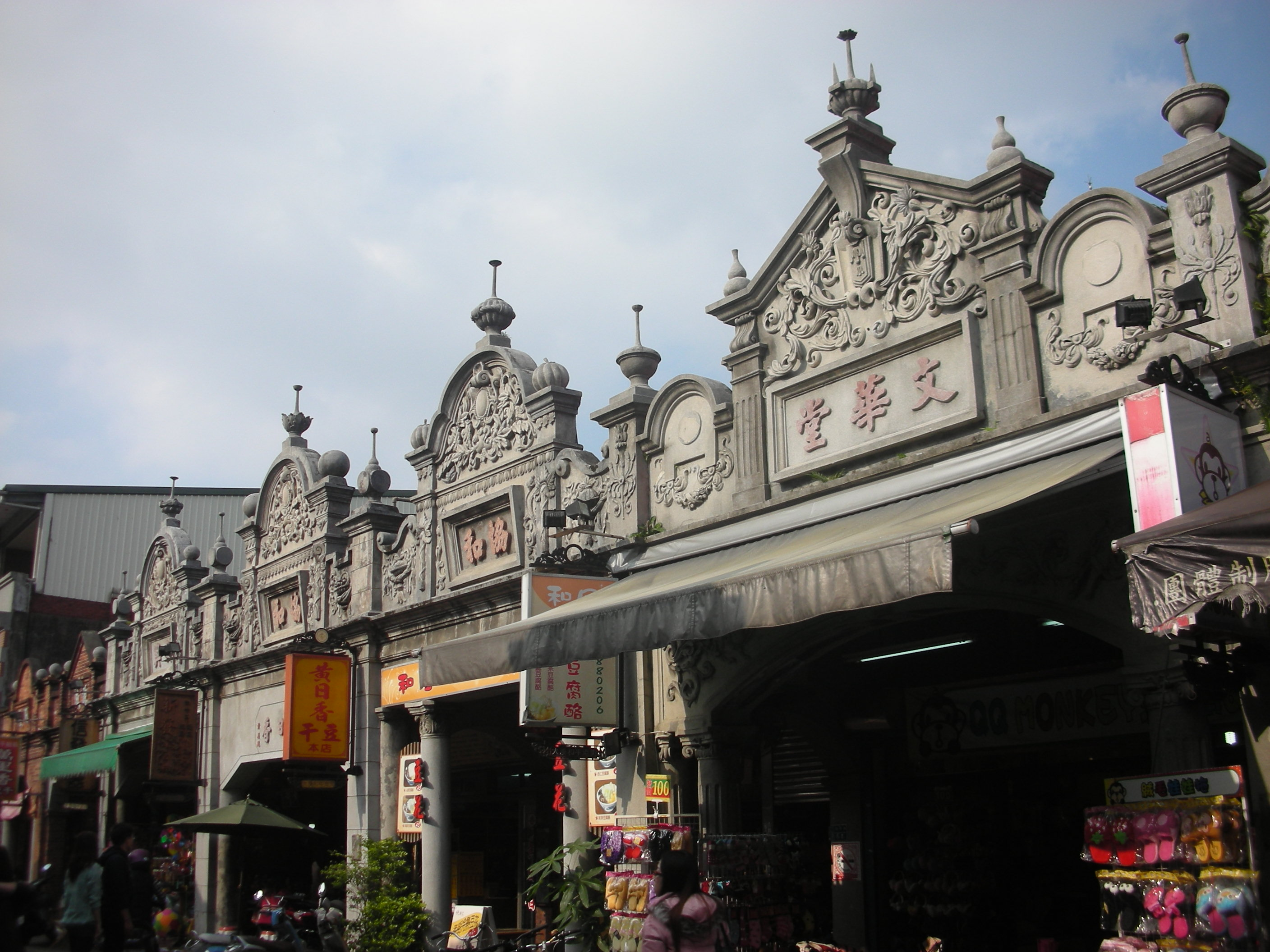
大渓老街

- 李騰芳古宅（中国語版）
- 大渓武徳殿（中国語版）
- 大渓老街（中国語版）
- 石門ダム（中国語版）
- 慈湖陵寝
- 大渓陵寝

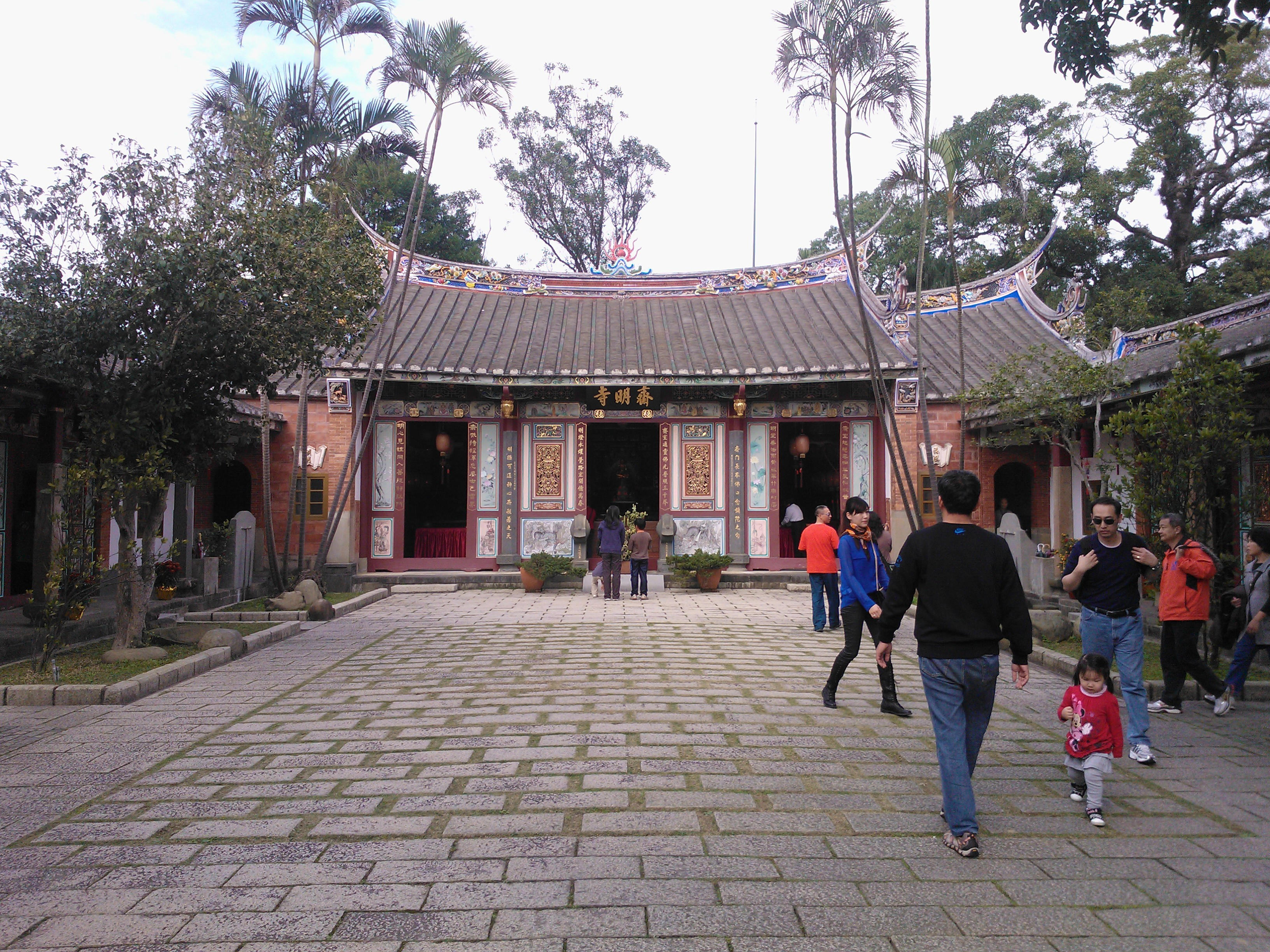
大渓斎明寺（中国語版）
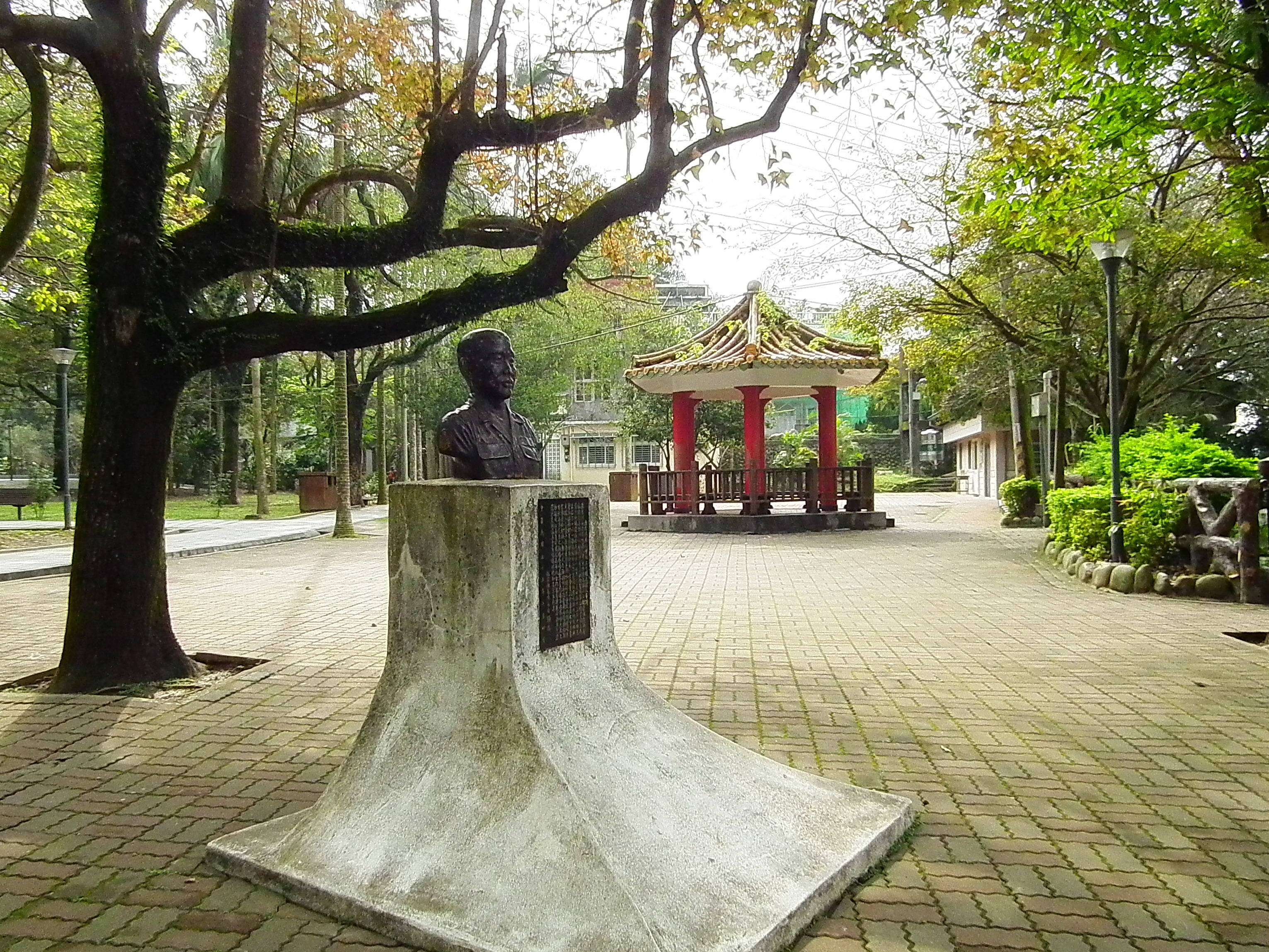
大渓中正公園（中国語版）
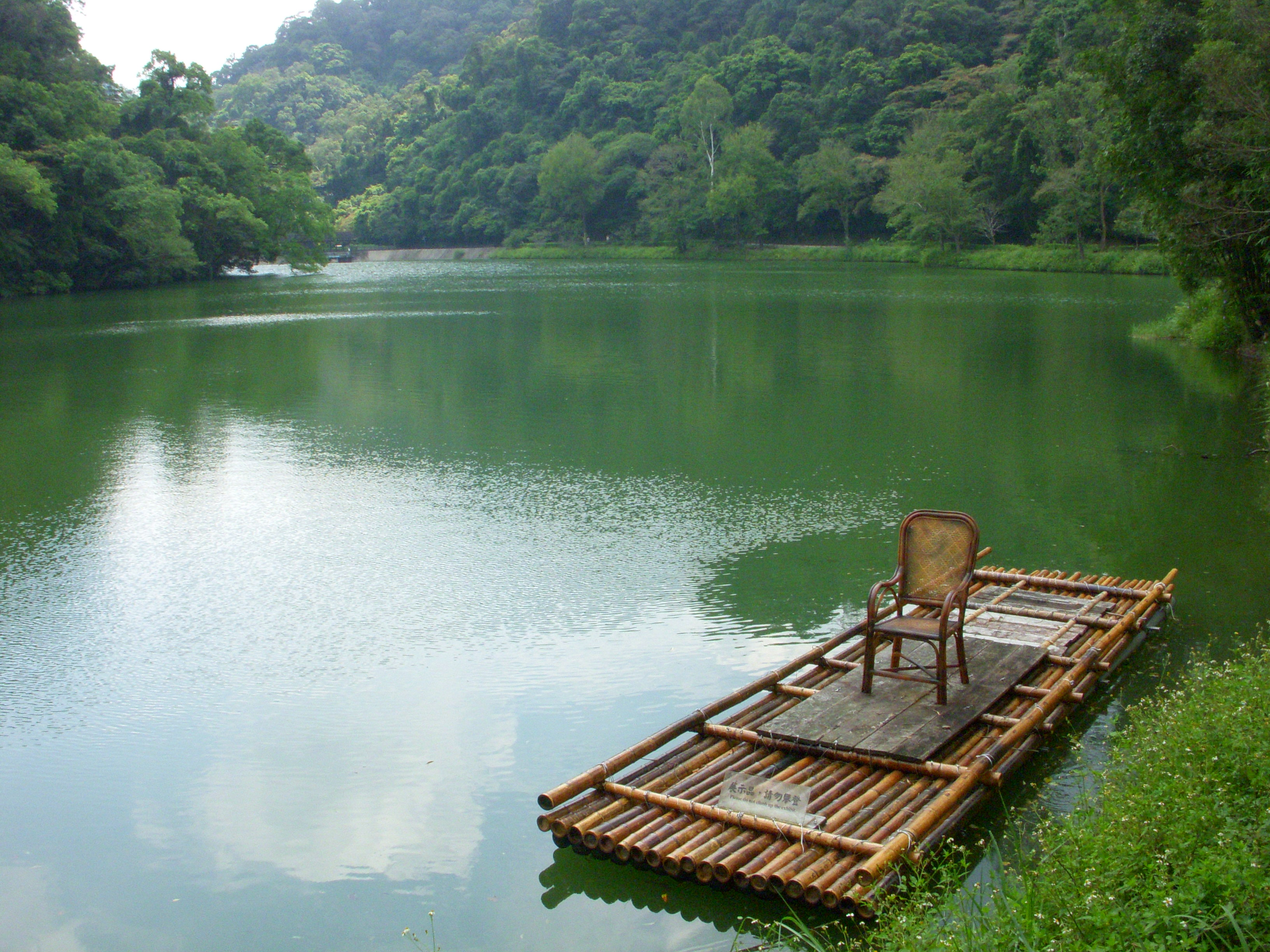
後慈湖（中国語版）
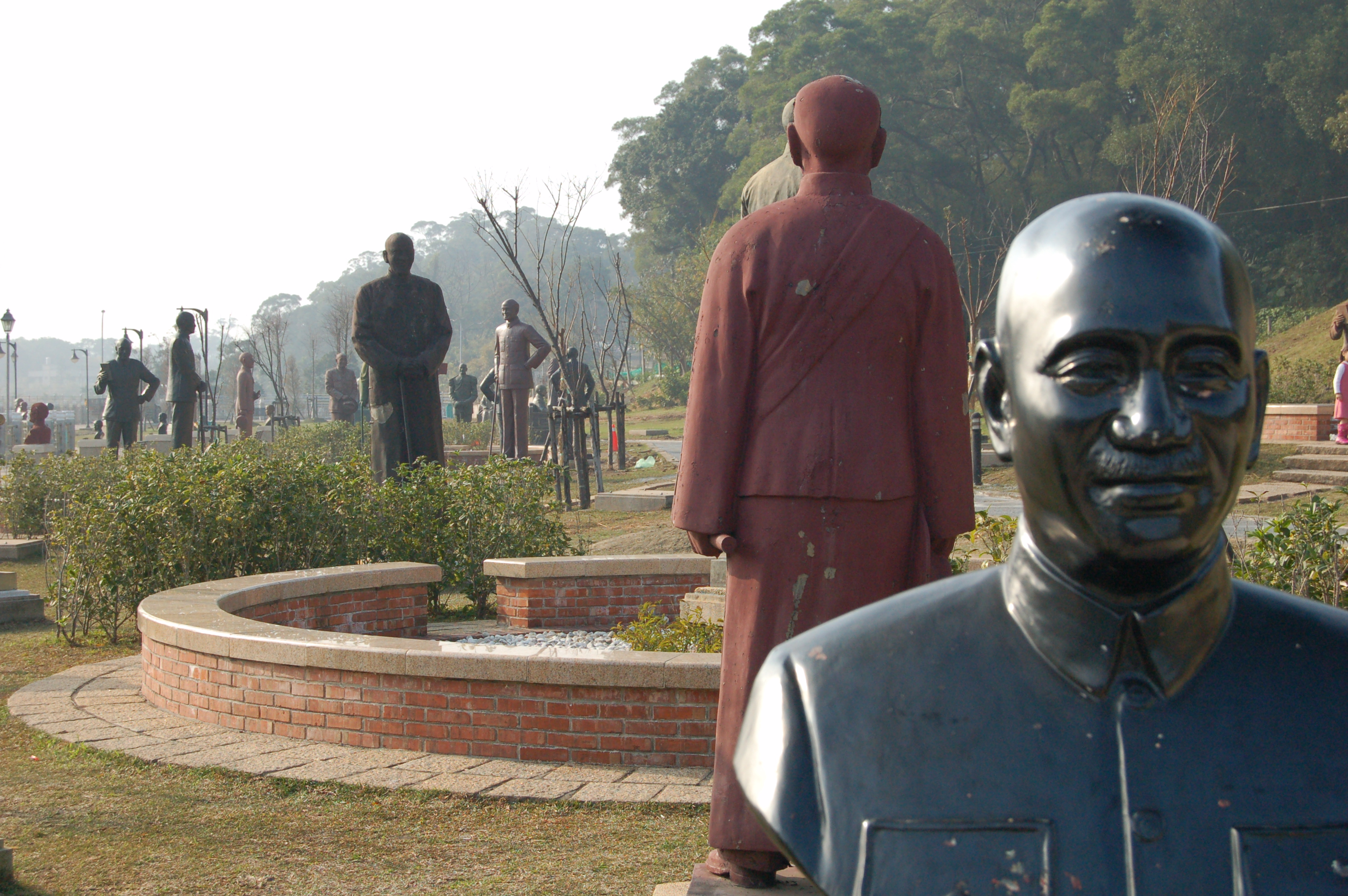
慈湖紀念雕塑公園
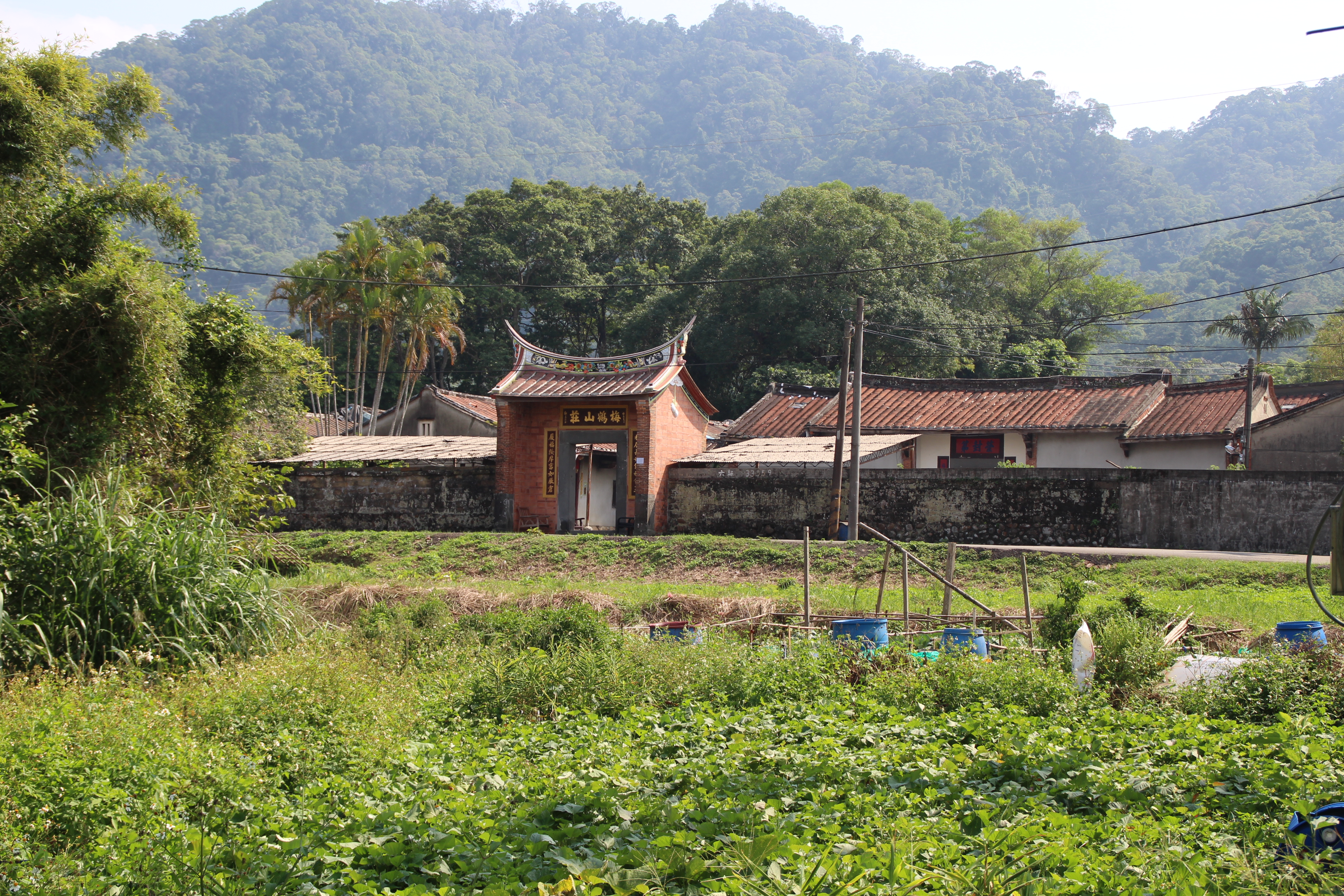
林宅・梅鶴山荘（中国語版）

## 出身者
- 鳳飛飛（中国語版）（歌手、故人）